# Municipio de McFall
El municipio de McFall (en inglés: McFall Township) es un municipio ubicado en el condado de Arkansas en el estado estadounidense de Arkansas. En el año 2010 tenía una población de 102 habitantes y una densidad poblacional de 1,05 personas por km².

## Geografía
El municipio de McFall se encuentra ubicado en las coordenadas 34°31′44″N 91°25′50″O / 34.52889, -91.43056. Según la Oficina del Censo de los Estados Unidos, el municipio tiene una superficie total de 96.9 km², de la cual 90,89 km² corresponden a tierra firme y (6,2 %) 6,01 km² es agua.

## Demografía
Según el censo de 2010, había 102 personas residiendo en el municipio de McFall. La densidad de población era de 1,05 hab./km². De los 102 habitantes, el municipio de McFall estaba compuesto por el 80,39 % blancos, el 15,69 % eran afroamericanos y el 3,92 % eran de una mezcla de razas. Del total de la población el 0 % eran hispanos o latinos de cualquier raza.